# E-obrazovanje
Elektonsko obrazovanje možemo smatrati svakim obrazovnim (studijskim) programom koji koristi info-komunikacione tehnologije (IKT) u cilju realizacije nastave/učenja. U poslednje vreme pod elektronskim obrazovanjem smatra se širok spektar obrazovnih aktivnosti pri čemu se manje razmatra pitanje infrastrukture a mnogo više načina komunikacije, saradnje, interaktivnosti, kvaliteta nastavnih sadržaja, usluga, prakse i sl.
E-obrazovanje je izvođenje obrazovnog procesa uz pomoć informaciono-komunikacionih tehnologija. Takav obrazovni proces je nastava na daljinu u kojoj nastavnik i polaznici nisu fizički na istom mestu, kao na primer predavanje na daljinu putem sistema za videokonferenciju koje se prenosi na udaljene lokacije ili online kolegijum izrađen u alatu za obrazovanje na daljinu.
E-obrazovanje se može nazvati i obogaćivanje nastave u učionici, kao npr. vizuelizacija neke teme uz pomoć projektora i računara.
E-obrazovanje, dakle, znači koristiti elektronske aplikacije u procesu učenja (рачунарски тренинг, веб базирана обука, виртуалне учионице, дигитална сарадња).

## Osobine alata
Trenutno postoji nekoliko različitih definicija alata za e-obrazovanje (engl. Coursevare tool), no još uvek ne postoji jedinstvena definicija. Neke od definicija ponudenih na Internetu su:
- Izvodenje obrazovnog procesa uz pomoc informaciono–komunikacione tehnologije (izvor: časopis Edupoint)[3]
- Edukativni softver: računarski softver dizajniran za edukaciju. Izraz je dobijen spajanjem pojmova course (kurs) i softvare (softver. U njemu možemo kreirati (kao autor) i koristiti (kao student) kurseve i nastavne materijale, te pratiti rad i napredak studenta. (izvor: )[3]
- Drugi naziv za instrukcijski softver, alat za e-obrazovanje; može biti u obliku CD-ROMa, veb stranice, diskete, instrukcijskog video zapisa ili programa za učenje. Alati za e-obrazovanje se često koriste za obrazovanje ljudi u korišćenju računarskih poslovnih aplikacija. (izvor: )[3]

Coursevare alate ne treba shvatiti kao zamenu za klasične knjige i udžbenike, već isključivo kao dopunu nastavi.
Kako bi se mogli materijali stvoreni u jedan alat za e-obrazovanje prebaciti u drugi, potrebno je da ta dva alata podržavaju isti standard. Trenutno postoje četiri organizacije sa s ciljem stvaranja standarda, nažalost ne jedinstvenog već svaka stvara svoj standard.
Organizacije su sledeće:
Aviation Industri CBT (Computer-Based Training) Comitee (AICC) međunarodno je udruženje koje se bavi standardizacijom na području učenja pomoću računara. AICC definiše smernice za avioindustriju u razvoju, dostavi i proceni računarskog učenja i srodnih tehnologija, što čine od 1988. godine. Budući da AICC standardi nisu vezani usko uz avioindustriju, mogu se primeniti i šire na sve oblike učenja pomoću računara. To je ujedno i jedini otvoreni standard, a usko sarađuje na doradi standarda sa drugim organizacijama za standardizaciju kao što su IMS, ADL, i IEEE / LTSC.
-IMS (Instructional Management Sistem)}- je svetski konzorcijum sa velikim brojem članova iz obrazovnih institucija, organizacija koje se bave poučavanjem, ponuđačima usluga i vladinih organizacijama. IMS je u procesu izrade i promocije otvorenih specifikacija za davanje podrške za aktivnosti vezane uz distribuirano onlajn učenje kao što su lociranje materijala, praćenje aktivnosti rada studenta i razmena podataka o studentima. Sve IMS specifikacije bazirane su na KSML-u, koji je otvoreni standard i kao takav jednostavan za implementaciju. IMS i AICC koordiniraju svoje akcije sa IEEE-om i ti će se standardi verovatno prihvatiti kao jedan.
Ova -IEEE}- grupa zadužena je za definisanje standarda, smernica i preporuka na području učenja pomoću računara. Cilj grupe je definisanjem standarda omogućiti komunikaciju između programa za izradu sadržaja, i usluga vezanih uz njih. U izradi sarađuje sa IMS-om i AICC-om.
ADL je inicijativa koju su pokrenuli Američko ministarstvo odbrane (US Department of Defense) i -White House Office of Technology Polučenjice (OSTP)}-. Ciljevi te inicijative su ubrzavanje standardizacije u toj industriji kako bi se stvorili efikasniji sistemi za vojne potrebe. Rezultat te inicijative je SCORM (Shareable Coursevare Reference Model), koji uključuje niz primera kako implementirati danu specifikaciju. SCORM je baziran na naporima AICC-a, IMS-a i IEEE-a radi stvaranja jednog standarda.

## Razlozi za korištenje alate za e-učenje
Bilo gde, bilo kada, bilo ko
Fakulteti mogu lako i jednostavno distribuirati podatke potrebne za učenje, ali i druge važne podatke. Radnici i zatim mogu pristupati tim materijalima sa mesta i u vremenu koje njima najviše odgovara, na primer: od kuće, s fakulteta.
 Brže privikavanje studenata i manja briga ako pogreše
Kod ovakvih rešenja studenti se ne boje da će pogrešiti već slobodno istražuju i isprobavaju sva rešenja koja im se čine dobrima. Za razliku od klasičnog učenja sa instruktorom, gde često postoji strah od greške.
 Konzistentnost podataka
Kod ovakvog rešenja svi studenti uvek vide jednak materijal bez obzira na to kada ga vide. Na taj se način izbegava opasnost da je deo studenata video deo gradiva, a drugi deo studenata nije. Sigurno je da su svi studenti videti isti materijal na jednak način.
 Mogućnost merenja efikasnosti
Većina rešenja ima mogućnost praćenja studenata. Na ovaj način se može tačno i jednostavno videti koliko je vremena utrošeno na učenje, a daljnjim se posmatranjem može videti koliko se povećala produktivnost.
 Smanjenje troškova učenja
Prema organizaciji Brandon-Hall.com, koja meri uspešnost studenata koji koriste računar za učenje, ovakav način učenja ostvario je 40-60% uštede kod velikih firmi. Prema istraživanju, samo je IBM ostvario uštedu od gotovo 200 mil američkih dolara u jednoj godini korišćenjem učenja pomoću računara.
 Smanjenje vreme učenja
Ovakva rešenja nude veću mogućnost praćenja gradiva tako što svaki student može pratiti gradivo onim tempom koji mu najbolje odgovara. Ovde nema opterećenja koje postoji kod klasičnog učenja sa instruktorom u grupi gde se pojedinac mora prilagođavati grupi.
 Veće pamćenje sadržaja
Prema istraživanju Research Institute of America utvrđeno je da 33 minuta nakon završetka kursa sa instruktorom u jednoj celini studenti pamte oko 58% materijala koji je bio obrađen na kursu. Do sledećeg dana pamte oko 33%, a tri nedelje nakon kursa pamti se oko 15% stečenog znanja. Učenje u manjim cjelinama doprinosi dužem pamćenju materijala. Dok kod instruktora studenti pamte oko 58% materijala, ovde se pamti od 25-60% materijala na duže razdoblje. Veća količina zapamćenog materijala znatno doprinosi i isplativosti ovakva načina učenja.
 Značajna ušteda zbog ukidanja troškova putovanja
Prema časopisu Training Magazine , korporacije ostvaruju uštedu od 50 do 70% zamenom učenja sa instruktorom učenjem pomoću računara. Takav način učenja takođe znači da se kursevi mogu deliti u manje celine i kao takve mogu trajati nekoliko dana ili čak nedelja, čime se radnik ne gubi na ceo dan ili dva koliko trenutno traju tipični kursevi sa instruktorom.

### Dostupnost alate za e–učenje
Alati za e - učenje su namenjeni svima onima koji to žele ili imaju potrebu da ih koriste. Pošto se ti alati koriste za održavanje nastave putem elekronskih uredaja, važno je spomenuti da održavanje e-nastave nije isto što i održavanje klasicne nastave u učionicama. Isto tako predavači kvalifikovani za održavanje nastave u učionicama ne moraju nužno biti kvalifikovani i za održavanje e-nastave.

## Pregled raspoloživih courseware alata[9]
| ANGEL                                                                              | Avilar                                           | „Active Learner”. Архивирано из оригинала 28. 12. 2011. г. Приступљено 19. 05. 2012.          | Asymetrix                                                                     |
| A-TrainES                                                                          | Anlon                                            | Allaire Forum                                                                                 | Authorware                                                                    |
| Bazaar 7                                                                           | BSCW                                             | Blackboard                                                                                    | CentraOne                                                                     |
| Course-in-a-box                                                                    | Claroline                                        | ClassWeb                                                                                      | Click2learn Aspen                                                             |
| COSE                                                                               | Caucus                                           | „Conferencing on the WWW”. Архивирано из оригинала 20. 05. 2012. г. Приступљено 19. 05. 2012. | cu-hearme.com                                                                 |
| Cu-SeeMe                                                                           | Darryl L. Sink & Associates, Inc.                | „Desire2Learn”. Архивирано из оригинала 19. 01. 2012. г. Приступљено 19. 05. 2012.            | „Docent”. Архивирано из оригинала 19. 01. 2012. г. Приступљено 19. 05. 2012.  |
| „Desire2Learn”. Архивирано из оригинала 19. 01. 2012. г. Приступљено 19. 05. 2012. | eCollege                                         | EduSystem                                                                                     | Eledge 1.2                                                                    |
| Eloquent                                                                           | Ed Tech Tools                                    | eWebUniversity.com                                                                            | FirstClass                                                                    |
| Fle3                                                                               | Generation21                                     | Impatica                                                                                      | Internet Course Assistant                                                     |
| IntraLearn SME                                                                     | Janison Toolbox                                  | Jenzabar                                                                                      | Jones e-education V2002                                                       |
| KnowEdge eLearning Suite                                                           | Knowledge Platform                               | „KnowledgePlanet”. Архивирано из оригинала 16. 05. 2012. г. Приступљено 19. 05. 2012.         | Land Grant Training Alliance Online Lessons                                   |
| „LearnLinc”. Архивирано из оригинала 10. 05. 2012. г. Приступљено 19. 05. 2012.    | Lectora                                          | Lotus LearningSpace                                                                           | Mallard                                                                       |
| MentorWare                                                                         | Module Zero                                      | Manhattan Virtual Classroom                                                                   | MimerDesk                                                                     |
| Moodle                                                                             | Quest                                            | Question Mark                                                                                 | PlaceWare                                                                     |
| RealEducation                                                                      | Saba Архивирано на веб-сајту (2. септембар 2009) | SiteScape Forum                                                                               | Symposium                                                                     |
| Serf Distance Education Environment                                                | Tegrity WebLearner                               | Toolbook                                                                                      | Trainersoft                                                                   |
| The Learning Manager                                                               | TopClass                                         | ViewletBuilder                                                                                | „Vcampus”. Архивирано из оригинала 22. 07. 2012. г. Приступљено 19. 05. 2012. |
| WebMentor                                                                          | WCB - Web Course in a Box                        | WebCT Standard Edition                                                                        | Web Educational Support Tools, Ltd. (WEST)                                    |

## Neki najpoznati courseware alati
Porastom popularnosti otvorenog koda i rešenja besplatnog softvera i na tržištu alata za elektronsko obrazovanje pojavilo se nekoliko besplatnih rešenja. U ovom trenutku dva najbolja predstavnika besplatnih coursevare alata su Moodle i Claroline. Oba alatke su ne samo besplatne već podržavaju i filozofiju otvorenog koda, tako da uz njih dobijate i izvorni kod.
Prednost takvog alata i OpenSource filozofije najviše će uočiti osobe koje žele i same da prilagode alat svojim potrebama. Ovde se ubraja i Bazaar.
Veliki komercijalni alati u pravilu opravdavaju svoju komercijalnost. Neki od najpoznatijih su: WebCT, BlackBoard i IntraLearn, a nešto manje poznati su FirstClass, Lotus Learning Space, Lotus Sametime, eCollege i eLearner. Uz dobru korisničku podršku komercijalni alati nude i mogućnosti koje besplatni za sada još uvek nisu u mogućnosti da ponude: privatni prostor i podešavanja, bolju asinhronu i sinhronu komunikaciju, interni e - mail, korišćenje kalendara, odabir izgleda interfejsa, više mogućnosti u proveri znanja, podršku za audio i video, više informacija o učešću studenata, podrška za razmenu sadržaja.

### 
- {{WebCT}} je programski alat koji se koristi za održavanje nastave na daljinu (ukoliko su nastavnik i studenti prostorno udaljeni) ili kao dopuna klasičnim kursevima i klasičnom načinu obrazovanja. Pri tome se koriste multimedijalne mogućnosti koje WebCT i internet tehnologije omogućavaju.
- je razvijen na Univerzitetu Britanske Kolumbije 1995. godine. Razvili su ga zaposleni računarskog odeljenja tog univerziteta predvođeni Mari Goldbergom. U svom početku WebCT je razvijen za potrebe univerziteta, kako bi se predavačima olakšalo postavljanje materijala na Internetu. Ovakav sistem razvijen je nakon što se primetilo da autorima treba više vremena za postavljanje materijala, nego što im treba za samo predavanje ili rad sa studentima.

Kako bi WebCT bio što bolji Mari Goldberg je pozvao druge predavače da isprobaju njegovo rešenje koje se nalazilo na univerzitetskom serveru. Takav pristup i razvoj je trajao dve godine. Godine 1997, zajedno sa predavačem Sasano Salarijem, Murray otvara kompaniju WebCT. Godine 1999. se udružuju sa kompanijom Universal Learning Technology. Mari vremenom postaje predsednik kompanije WebCT Kanada. U januaru 2000. kompanija pokreće veb sedište na adresi WebCT.com koji predstavlja podršku za korišćenje WebCT. Danas je WebCT interfejs raspoloživ na brojnim jezicima, koristi se u brojnim institucijama u preko 80 zemalja.
Program omogućuje nastavniku promene na kursu u bilo koje vreme. Promene napravljene na kursu mogu i ne moraju biti odmah vidljive svim studentima. Pristup WebCT kursevima je autorizovan. Svaki polaznik ili nastavnik imaju sopstveno korisnicko ime i lozinku za pristup WebCT-u:
- obogaćivanje klasicnog kursa multimedijalnim elementima (zvuk, slika, Internet, linkovi, dodatne informacije...)
- ocenjivanje znanja polaznika testovima i zadacima on-line (Moguće je pristupanje ispitu u različita vremena)
- samoprocena znanja za studente
- kreiranje indeksa i rečnika važnijih pojmova koji se pojavljuju u lekcijama
- integrisanje postojećih internet resursa u kurs
- komunikaciju polaznika kursa međusobno je nastavnikom kroz forume (diskusije) ili ćaskanje (chat).

Više informacija o WebCT možete dobiti na službenoj stranici WebCT-a.
- je softversko rešenje za proizvodnju i održavanje on-line kolegijuma putem Interneta. Projekat je u stanju kontinuiranog razvoja. Moodle je raspoloživ kao softver otvorenog koda (pod GNU Public Licencom). U osnovi to znaci da je Moodle zašticen autorskim pravom, ali imate neke dodatne slobode. Dozvoljeno vam je da kopirate, koristite i menjate Moodle pod uslovom da pristanete na to da ćete omogućiti drugima pristup otvorenom kodu; nećete menjati ili ukloniti originalnu licencu ili obaveštenje o autorskom pravu i da ćete primeniti istu licencu na bilo koje rešenje (proizvod rada).
- će raditi na bilo kojem računaru koji može pokrenuti PHP i koje podržava neku od poznatijih baza podataka. Reč Moodle je akronim od Modularno Objektno - orijentisano Dinamičko Obrazovno Okruženje ( eng. Modular Object - Oriented Dinamic Learning Environment) što bi moglo značiti nešto onima od vas koji se bave programiranjem ili teorijom obrazovanja. To je takođe i glagol koji opisuje proces polaganog prolaska kroz neku materiju, trudeći se da radite samo kad baš to želite (ili morate), uživajući u radu koji vas vodi ka dubljoj spoznaji i kreativnosti. Taj glagol najbolje opisuje način nastanka i razvoja samog Moodle sistema, kao i način na koji studenti i predavači mogu pristupiti obrazovnom procesu pri učenju na daljinu. Osoba koja koristi Moodle jeste Moodler.

- ,  proizvodi olakšavaju i čine pristupačnim za kreiranje, isporuku i merenje interaktivnog učenje. IntraLearn Softvare je vodeći provajder "ključ u ruke" aplikacija eLearning softvera zasnovanog na Majkrosoft tehnologijama kao što su .NET i SharePoint. Više od 2.000 korporacija, akademskih institucija i udruženja koriste ISC proizvode da obezbede učenje milionima učenika širom sveta. ISC napredni softver omogućava Enterprise Class rešenja u različitim vertikalnim tržištima .

LearningServer za .NET / SharePoint:
- Veoma skalabilan i prilagodljiv sistem za upravljanje učenjem
- sada dostupan u OEM verziji

:
- Pristupačan sistem za upravljanje učenjem

:
- softver za pružaoce usluga učenja

IBM Workplace Collaborative Services je profesionalan poslovno orijentisan LMS. Konzisentan je sa svim aktuelnim normama za razmenu podataka, a isporučuje se s naprednim programom intuitivnog interfejsa za unos i uređivanje sadržaja kurseva. Kurseve je moguće uređivati i u drugim programima koji su konzistentni normama. Sam sadržaj nije moguće direktno uređivati putem web interfejsa.
Proširena verzija ovog programa koju je razvila švedska kompanija Lecando ([IBM | IBM] Business partner) uz napredne mogućnosti integracije s ostalim delovima poslovnog okruženja ova verzija omogućava uređivanje sadržaja direktno putem web interfejsa. Cena proizvoda s uključenim proširenjem je oko 10% viša od cene LMS-a.
Ovo je jedan od retkih LMS-ova koji imaju ugrađenu podršku za blended learning odnosno kombinaciju učenja upotrebom alata za e-obrazovanje i učenja u učionici. Prilikom organizacije kurseva moguće je unapred umetnuti informacije kada će se nastava odvijati u učionici pri čemu se pruža i puna podrška za organizaciju rada s učionicama (npr. rezervacija učionica) kao i potrebnom nastavnom materijalu (npr. projektor, lap-top, ...).

## Literatura
- Virvou, M., Katsionis, G., & Manos, K. (2005). "Combining Software Games with Education: Evaluation of its Educational Effectiveness." Educational Technology & Society, 8 (2), 54-65.
- Seels, B. (1989). The instructional design movement in educational technology. Educational Technology, May, 11-15. https://web.archive.org/web/20080515073002/http://www.coe.uh.edu/courses/cuin6373/idhistory/1960.html
- Niemiec, R.P. & Walberg, H.T. (1989). „From teaching machines to microcomputers: Some milestones in the history of computer-based instruction”. Journal of Research on Computing in Education. 21. doi:10.1080/08886504.1989.10781877.(3), 263-276.
- Annetta, L., Minogue, J., Holmes, S., & Cheng, M. (2009). Investigation the impact of video games on high school students’ engagement and learning genetics. Computers and Education, 53, 74-85.
- Bainbridge, W. (2007). The scientific research potential of virtual worlds. Science, 317, 27, 471-476.
- Barab, S., Scott, B., Siyahhan, S., Goldstone, R., Ingram-Goble, A., Zuiker, S., & Warren, S (2009). „Transformational play as a curricular scaffold: Using videogames to support science education”. Journal of Science Education Technology. 18 (4): 305—320. Bibcode:2009JSEdT..18..305B. doi:10.1007/s10956-009-9171-5.
- Bourgonjon, J., Valcke, M., Soetaert, R., & Schellens, T., (2010). Student’s perceptions about the use of video games in the classroom. Computers and Education, 54, 1145-1156.
- Lipsitz, Lawrence, (Editor); Reisner, Trudi. The Computer and Education. Englewood Cliffs, NJ: Educational Technology. 1973. ISBN 978-0-87778-057-1.
- Preston, Rob (16. 5. 2011). „Down To Business: Higher Education Is Ripe For Technology Disruption”. InformationWeek. UMB: 60. Архивирано из оригинала 21. 05. 2011. г. Приступљено 31. 5. 2011.
- Wolfe, C., & Wolfe, C. R. (2001). Learning and teaching on the world wide web. San Diego, Calif. ; London: Academic.